# Хађер
Хађер је насељено мјесто на подручју града Глине, Банија, Република Хрватска.

## Историја
У близини насеља изведен је масовни покољ над Србима из подручја Глине и шире околине, 1941. године.
Хађер се од распада Југославије до августа 1995. године налазио у Републици Српској Крајини.

## Становништво
На попису становништва из 2001. године насеље је имало 71 становника са 25 домова.
| Националност       | 1991.        |
| Хрвати             | 133 (99,25%) |
| Срби               |              |
| Југословени        |              |
| остали и непознато | 1 (0,74%)    |
| Укупно             | 134          |

| Демографија | Демографија | Демографија |
| Година      | Становника  | Становника  |
| ----------- | ----------- | ----------- |
| 1961.       | 195         |             |
| 1971.       | 161         |             |
| 1981.       | 153         |             |
| 1991.       | 134         |             |
| 2001.       | 71          |             |
| 2011.       |             | 50          |